# Sid Ahmed Ferroukhi
Pour les articles homonymes, voir Ferroukhi.
Sid Ahmed Ferroukhi (en arabe : سيد أحمد فروخي), né le 11 juillet 1967 à Rouiba (Algérie) et mort le 17 juin 2022 dans la même ville, est un homme politique algérien.

## Biographie
Sid Ahmed Ferroukhi est le fils du médecin Hamdane Ferroukhi et neveu de Mustapha Ferroukhi.
Il obtient le titre d’ingénieur d’État en agronomie à l’Institut national d’agronomie d’Alger, dont il devient directeur général adjoint en 1997. En 2005, il est nommé secrétaire général de l'Agence spatiale algérienne.
Il obtient un DEA en économie agricole, agroalimentaire et rurale à la faculté des sciences économiques de Montpellier en France, un Magister en Économie du développement rural à l’INA d’Alger et un diplôme supérieur en anglais spécialisé dans le domaine des affaires.[réf. nécessaire]
Sid Ahmed Ferroukhi commence sa carrière professionnelle en 1993 en tant que conseiller économique au cabinet du ministre de l’agriculture et de la pêche.[réf. nécessaire]
Il devient ministre de la Pêche et des ressources halieutiques de 2012 à 2016, puis ministre l’Agriculture et du développement rural de 2015 à 2016.
Il retourne ensuite à l’université en tant qu’enseignant.
Aux élections législatives 2017, le FLN le désigne en tant que tête de liste pour la Wilaya d'Alger. Il soutient le cinquième mandat du président Abdelaziz Bouteflika.
Le 4 mars 2019, à la suite des manifestations de 2019 en Algérie, il démissionne de son mandat de député et du parti.
Il est ensuite, de 2020 à 2021, ministre algérien de la Pêche et des productions halieutiques dans les gouvernements Djerad I, II et IIII.

### Mort
Moins d'un an après son départ du gouvernement, Sid Ahmed Ferroukhi est mort le 17 juin 2022 à Rouïba d'une crise cardiaque.

### Famille
Marié, Sid Ahmed Ferroukhi est père de trois enfants.